# Desigualdade de Hölder
Em matemática, sobretudo no estudo dos espaços funcionais, a desigualdade de Hölder é uma desigualdade fundamental no estudo dos espaços Lp. A desigualdade tem esse nome em homenagem ao matemático alemão Otto Hölder.

## Desigualdade para somatórios finitos
Sejam {\displaystyle 1<p,q<\infty \,} conjugados de Lebesgue, ou seja:
- {\displaystyle {\frac {1}{p}}+{\frac {1}{q}}=1\,}

Sejam {\displaystyle a_{n}\,} e {\displaystyle b_{n}\,} seqüências se números reais ou complexos
Então:
{\displaystyle \left|\sum _{n=1}^{N}a_{n}b_{n}\right|\leq \left(\sum _{n=1}^{N}|a_{n}|^{p}\right)^{\frac {1}{p}}\left(\sum _{n=1}^{N}|b_{n}|^{q}\right)^{\frac {1}{q}}}

## Desigualdade para séries
Sejam {\displaystyle 1<p,q<\infty \,} conjugados de Lebesgue, ou seja:
- {\displaystyle {\frac {1}{p}}+{\frac {1}{q}}=1\,}

E ainda, {\displaystyle a_{n}\in \ell ^{p}\,} e {\displaystyle b_{n}\in \ell ^{q}\,} (veja espaço lp), vale:
{\displaystyle \left|\sum _{n=1}^{\infty }a_{n}b_{n}\right|\leq \sup _{N}\sum _{n=1}^{N}|a_{n}b_{n}|\leq \sup _{N}\left(\sum _{n=1}^{N}|a_{n}|^{p}\right)^{\frac {1}{p}}\left(\sum _{n=1}^{N}|b_{n}|^{q}\right)^{\frac {1}{q}}\leq \left(\sum _{n=1}^{\infty }|a_{n}|^{p}\right)^{\frac {1}{p}}\left(\sum _{n=1}^{\infty }|b_{n}|^{q}\right)^{\frac {1}{q}}}

## Desigualdade para integrais
Sejam {\displaystyle 1<p,q<\infty \,} conjugados de Lebesgue, ou seja:
- {\displaystyle {\frac {1}{p}}+{\frac {1}{q}}=1\,}

Sejam {\displaystyle f:D\to \mathbb {R} \,} e {\displaystyle g:D\to \mathbb {R} \,} funções {\displaystyle f\in L^{p}\,}, {\displaystyle g\in L^{q}\,} e {\displaystyle V\subseteq D\,}, então:
{\displaystyle \left|\int _{V}f(x)g(x)dx\right|\leq \left(\int _{V}|f(x)|^{p}dx\right)^{\frac {1}{p}}\left(\int _{V}|g(x)|^{q}dx\right)^{\frac {1}{q}}}
Observe que a desigualdade implica {\displaystyle fg\in L^{1}(V)}

### Demonstração
A desigualdade é trivialmente válida alguma das integrais à direita for nula.
Podemos então supor que cada uma das integrais à direito é finita e não-nula, defina ainda:
- {\displaystyle {\tilde {f}}(x)={\frac {f(x)}{\left(\int _{V}|f(x)|^{p}dx\right)^{\frac {1}{p}}}}\,}
- {\displaystyle {\tilde {g}}(x)={\frac {g(x)}{\left(\int _{V}|g(x)|^{q}dx\right)^{\frac {1}{q}}}}\,}

Então estimemos pela desigualdade triangular:
{\displaystyle \left|\int _{V}f(x)g(x)dx\right|\leq \int _{V}\left|f(x)g(x)\right|dx=\left(\int _{V}|f(x)|^{p}\right)^{\frac {1}{p}}\left(\int _{V}|g(x)|^{q}\right)^{\frac {1}{q}}\int _{V}\left|{\tilde {f}}(x){\tilde {g}}(x)\right|dx}
Basta mostrar que:
{\displaystyle \int _{V}\left|{\tilde {f}}(x){\tilde {g}}(x)\right|dx\leq 1}
Agora, usamos a desigualdade de Young:
{\displaystyle |{\tilde {f}}(x){\tilde {g}}(x)|=|{\tilde {f}}(x)|\cdot |{\tilde {g}}(x)|\leq {\frac {1}{p}}|{\tilde {f}}(x)|^{p}+{\frac {1}{q}}|{\tilde {g}}(x)|^{q}}
{\displaystyle \left|\int _{V}{\tilde {f}}(x){\tilde {g}}(x)dx\right|\leq {\frac {1}{p}}\int _{V}|{\tilde {f}}(x)|^{p}dx+{\frac {1}{q}}\int _{V}|{\tilde {g}}(x)|^{q}dx}
Da definição de {\displaystyle {\tilde {f}}(x)\,} e {\displaystyle {\tilde {g}}(x)\,}, temos:
{\displaystyle \int _{V}|{\tilde {f}}(x)|^{p}dx=\int _{V}|{\tilde {g}}(x)|^{q}dx=1\,}
{\displaystyle \left|\int _{V}{\tilde {f}}(x){\tilde {g}}(x)dx\right|\leq {\frac {1}{p}}+{\frac {1}{q}}=1}
E finalmente:
{\displaystyle \left|\int _{V}f(x)g(x)dx\right|\leq \left(\int _{V}|f(x)|^{p}dx\right)^{\frac {1}{p}}\left(\int _{V}|g(x)|^{q}dx\right)^{\frac {1}{q}}}

## Espaços Lp
Na linguagem dos espaços lp, a desigualdade toma a forma:
{\displaystyle \left\|\{a_{n}b_{n}\}\right\|_{\ell ^{1}}\leq \left\|\{a_{n}\}\right\|_{\ell ^{p}}\left\|\{a_{n}b_{n}\}\right\|_{\ell ^{p^{*}}}}
Nos espaços Lp, tem a forma:
{\displaystyle \left\|fg\right\|_{L^{1}}\leq \left\|f\right\|_{L^{p}}\left\|g\right\|_{L^{p^{*}}}}

Observe que em ambos os casos, a desigualdade é válida no caso extremo (e trivial) {\displaystyle p=1\,} ou {\displaystyle p=\infty \,}.